# Ivana Valotti
Ivana Valotti (...) è un'organista italiana.

## Biografia
Diplomata in pianoforte, clavicembalo e organo presso il Conservatorio Giuseppe Verdi di Milano, si è perfezionata sotto la guida di Luigi Ferdinando Tagliavini, Michael Radulescu e Harald Vogel.
Dal 1990 è docente di organo e composizione organistica al Conservatorio Giuseppe Verdi di Milano. È membro del comitato artistico dell'Accademia di Musica Antica di Milano, organizzazione socia del Réseau Européen de Musique Ancienne (REMA).
È coautrice del saggio "I volti della musica: allegoria, Spirito, realtà".

## Discografia
Ha inciso vari CD di musica antica e barocca, per importanti etichette discografiche come Dynamic, Tactus (integrale delle opere organistiche di Girolamo Cavazzoni), Universal Music e Archiv Produktion.
- 2013 – Buxtehude, Bach: De divina inventione (Dynamic)
- 2015 – La musica dei mercanti: i concerti serali del Seicento - Nova Ars Cantandi/Giovanni Acciai (Classic Voice)
- 2016 – Cavazzoni: Complete Organ Works (Tactus)
- 2017 – Contrafacta - Nova Ars Cantandi/Giovanni Acciai (Archiv Produktion)
- 2018 – Confitebor - Nova Ars Cantandi/Giovanni Acciai (Universal Music)